# Jacheongbi
Jacheongbi és un cràter sobre la superfície del planeta nan Ceres, situat amb el sistema de coordenades planetocèntriques a -67.3 ° de latitud nord i 7.7 ° de longitud est. Fa un diàmetre de 31 km. El nom va ser fet oficial per la UAI el 25 d'agost del 2017 i fa referència a Jacheongbi, deessa coreana que va portar cinc grans a l'illa de Jeju i va començar a cultivar.